# 明星山
明星山（みょうじさん、みょうじょうさん）は、飛騨山脈北部の新潟県糸魚川市に位置する標高1,188mの山である。白馬山麗県立自然公園に属する。

## 概要
近隣の黒姫山とともに全山石灰から成っており、岩肌がむき出しの容姿をしている。南側は約400mのスケールを持った岩壁で、西側のルンゼとともに、ロッククライミングの場として人気がある。1966年に左フェースが登られ、70年代以降は人工登攀が全盛となるが、今はまたフリークライミングのエリアとなっている。風雨による浸食が激しく、全般的に残置ハーケンやボルトが抜けやすい傾向がある。時折、展望台からはクライマーを眺めることが出来る。また、岩壁には盆栽で知られる糸魚川真柏が自生する。
さらに、側を流れる小滝川のヒスイ峡も日本を代表するヒスイ産地として有名であり、糸魚川ジオサイトの１つに選ばれている。

## 登山

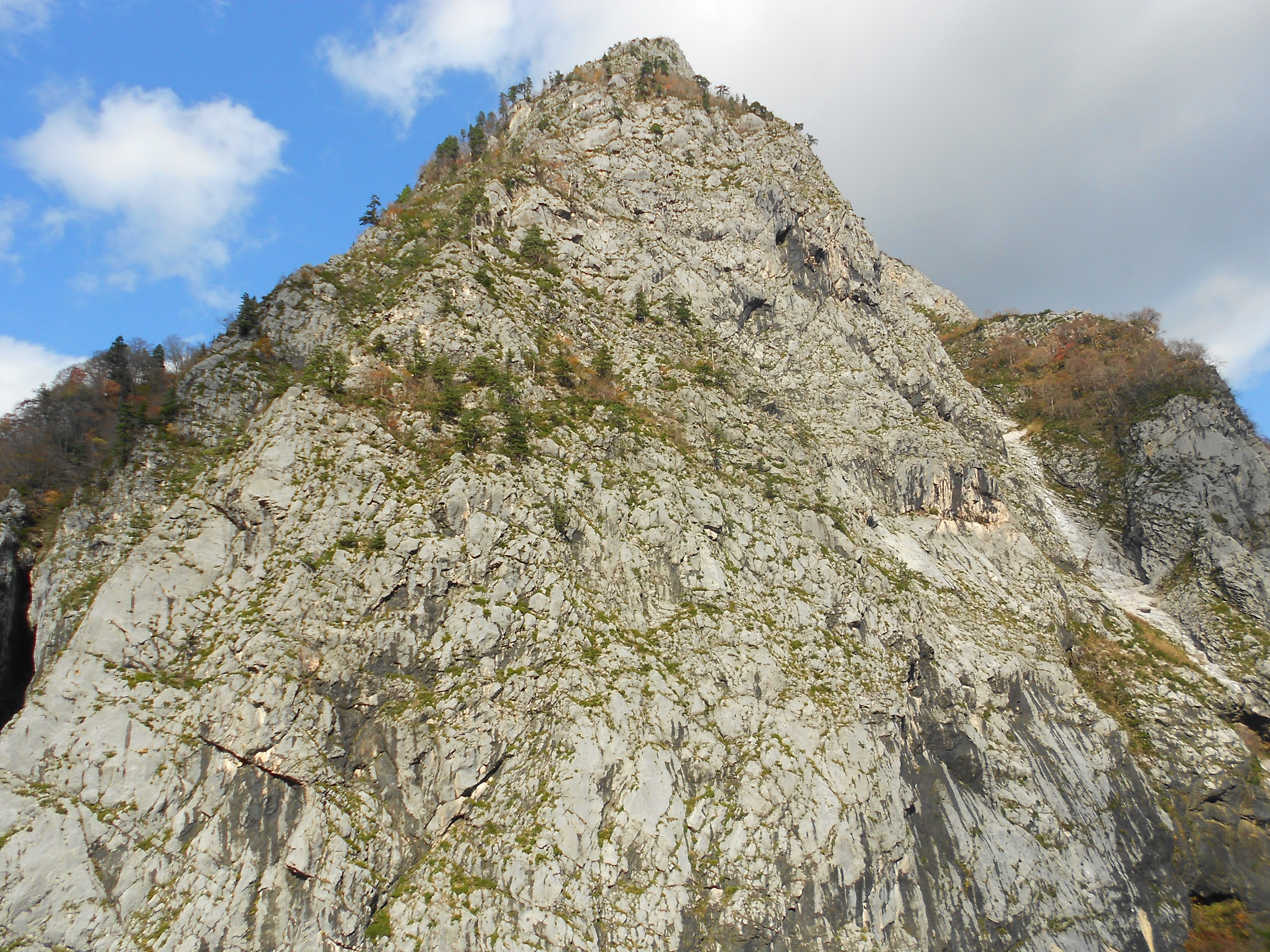
展望台付近から望む明星山(南壁)

登山コースとしては、明星山東側の小滝地区岡集落にある岡登山口からと、南側の小滝ヒスイ峡にある登山口の2つがある。両登山道は北側で合流し、山頂へと伸びる。ヒスイ峡からの登山道は西壁の直下にあり、ガレ場も多いため注意が必要。
山頂の展望はよく、後立山連峰の主稜線や、頸城山塊、日本海を眺めることが出来る。

## 地理

### 源流の河川
- 姫川

## 明星山の風景

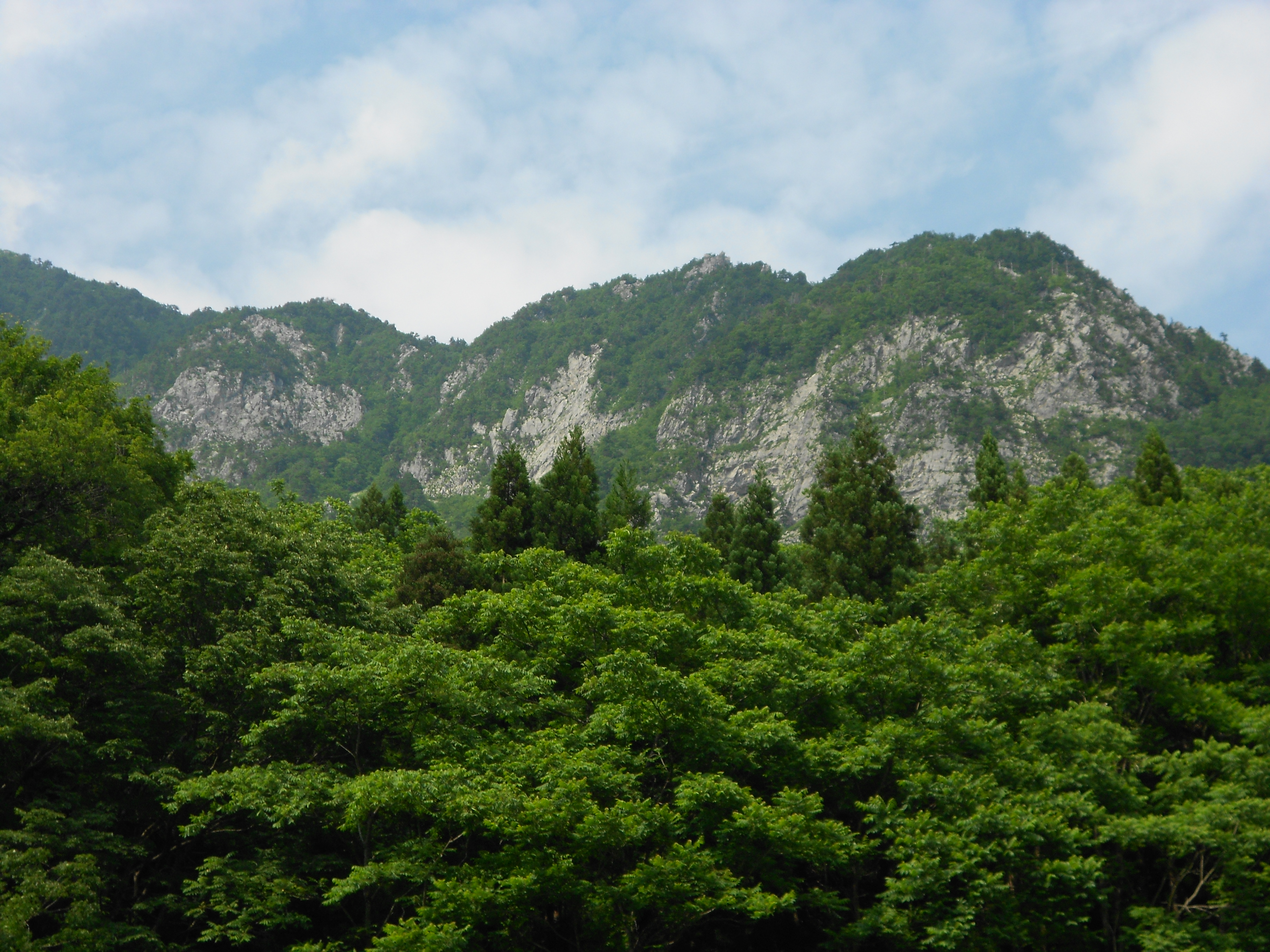
小滝ヒスイ峡より望む明星山
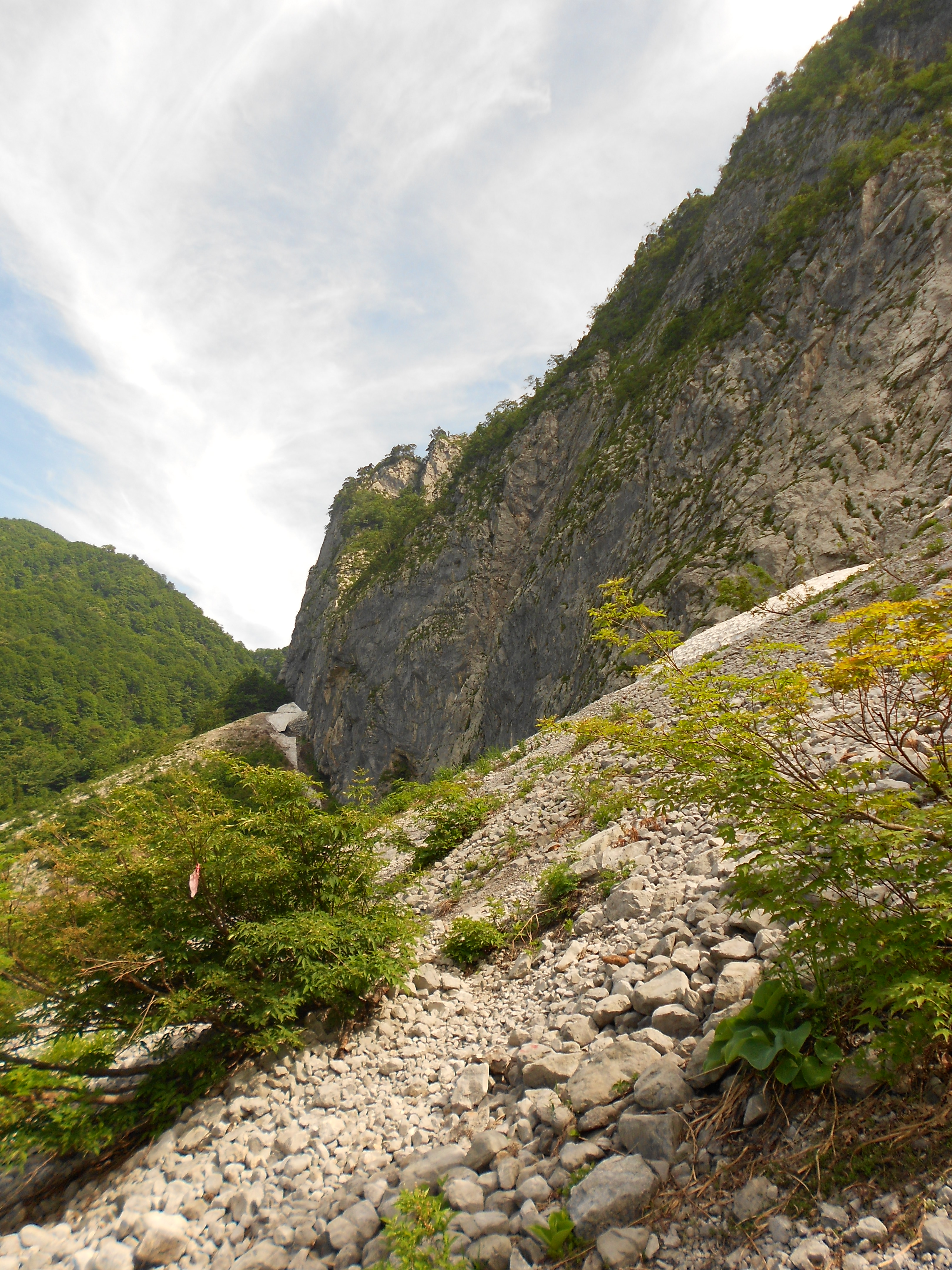
明星山西壁と登山道
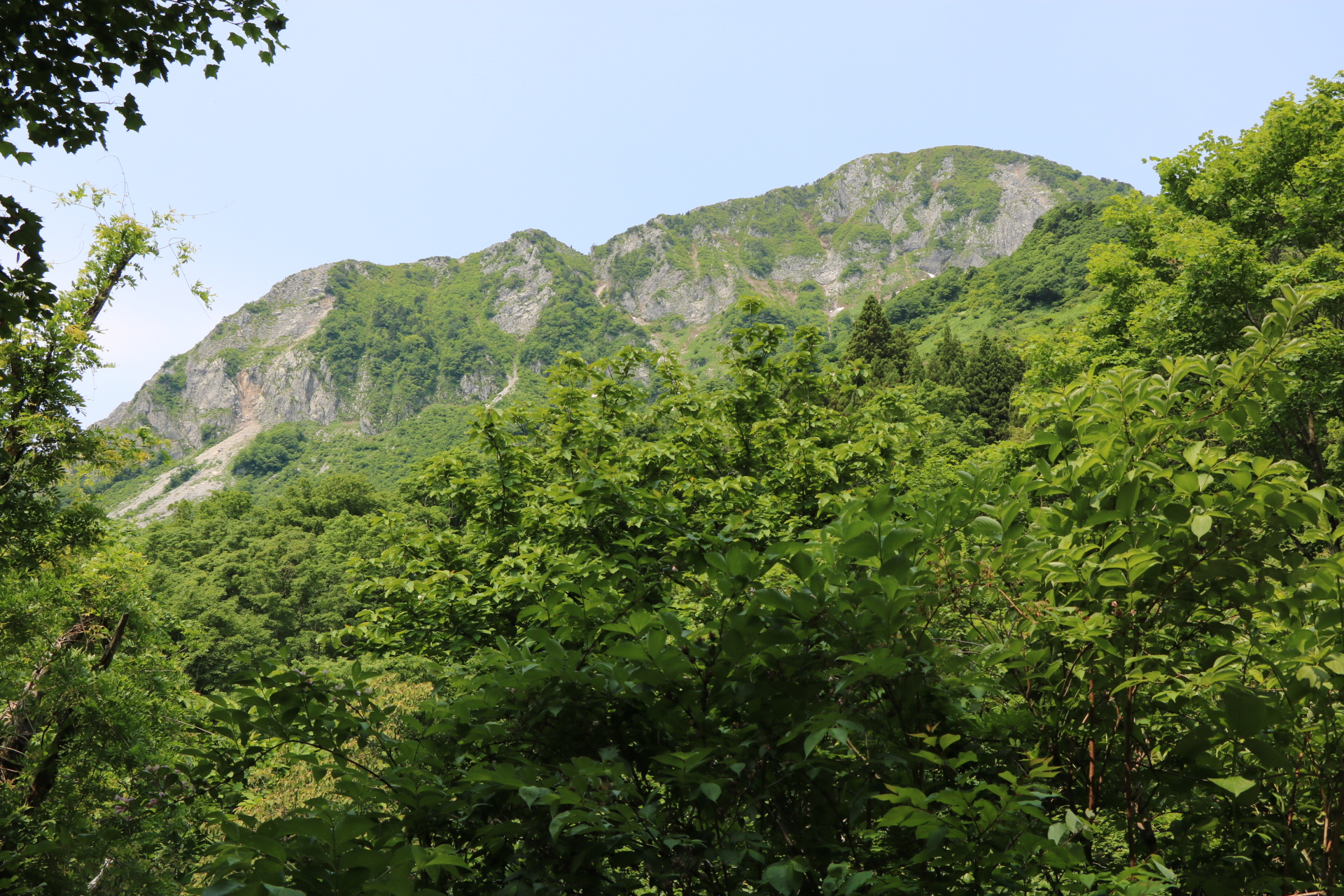
東側から望む明星山
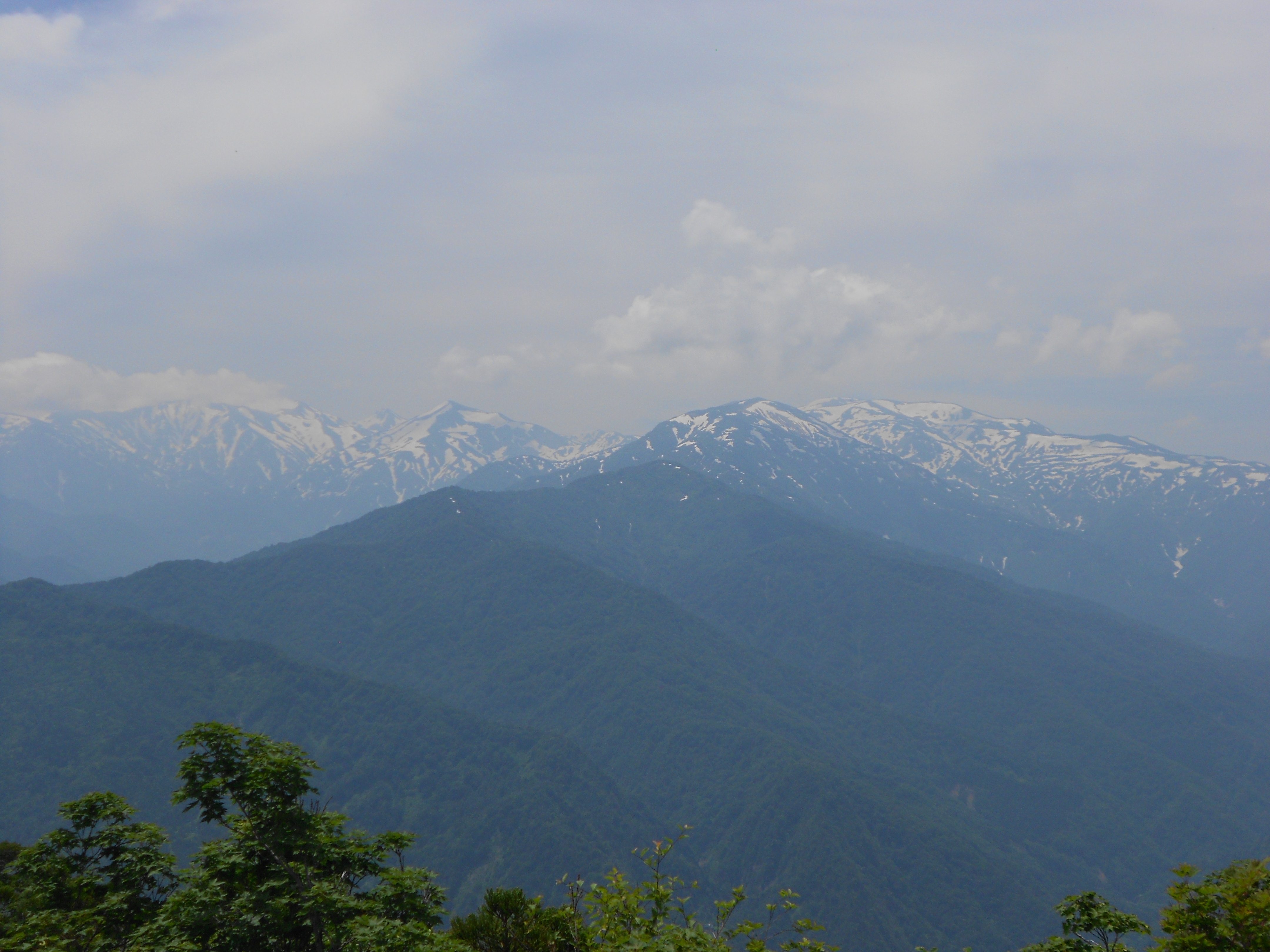
山頂から望む後立山連峰
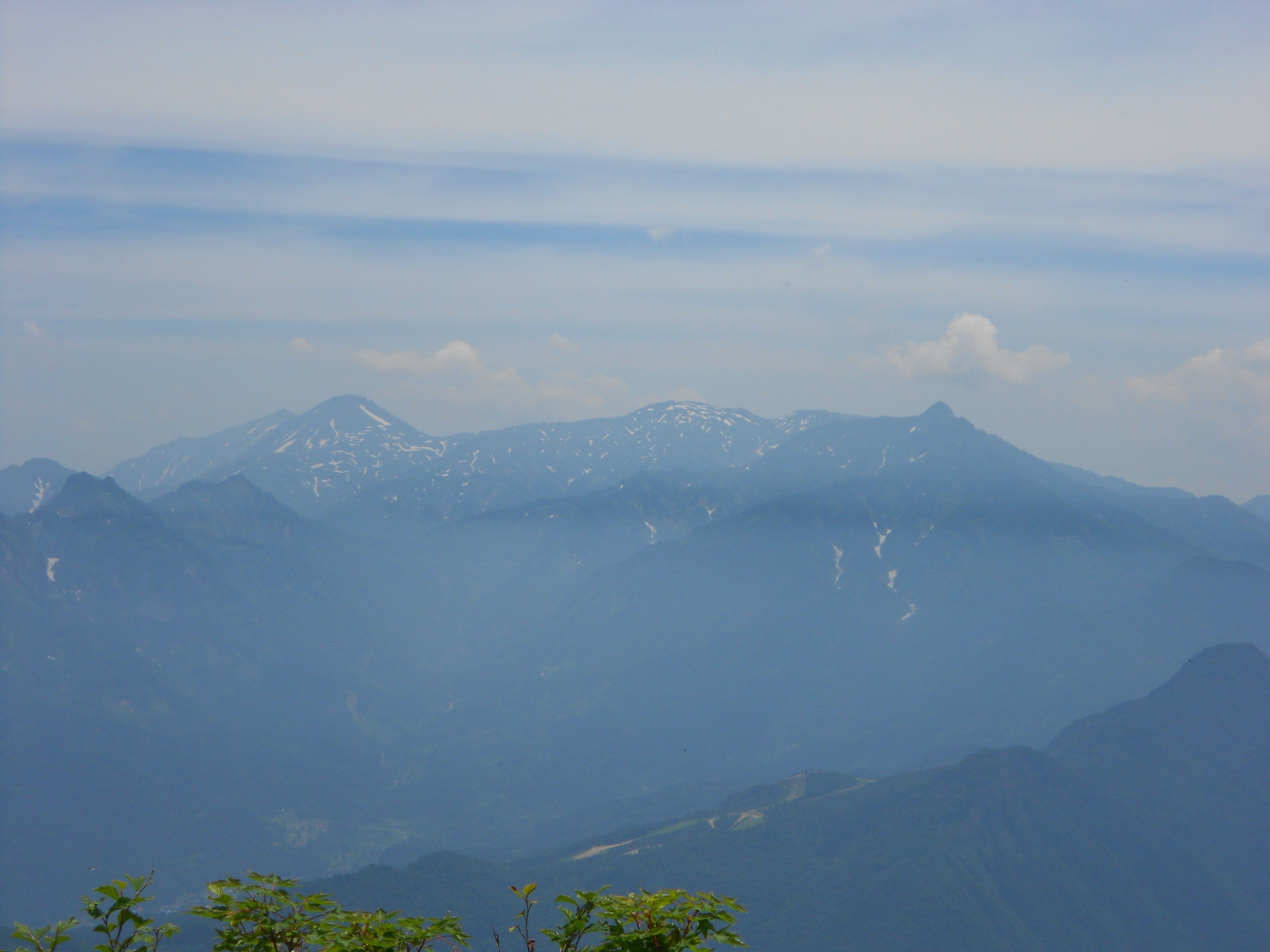
糸魚川シーサイドバレースキー場と頸城山塊
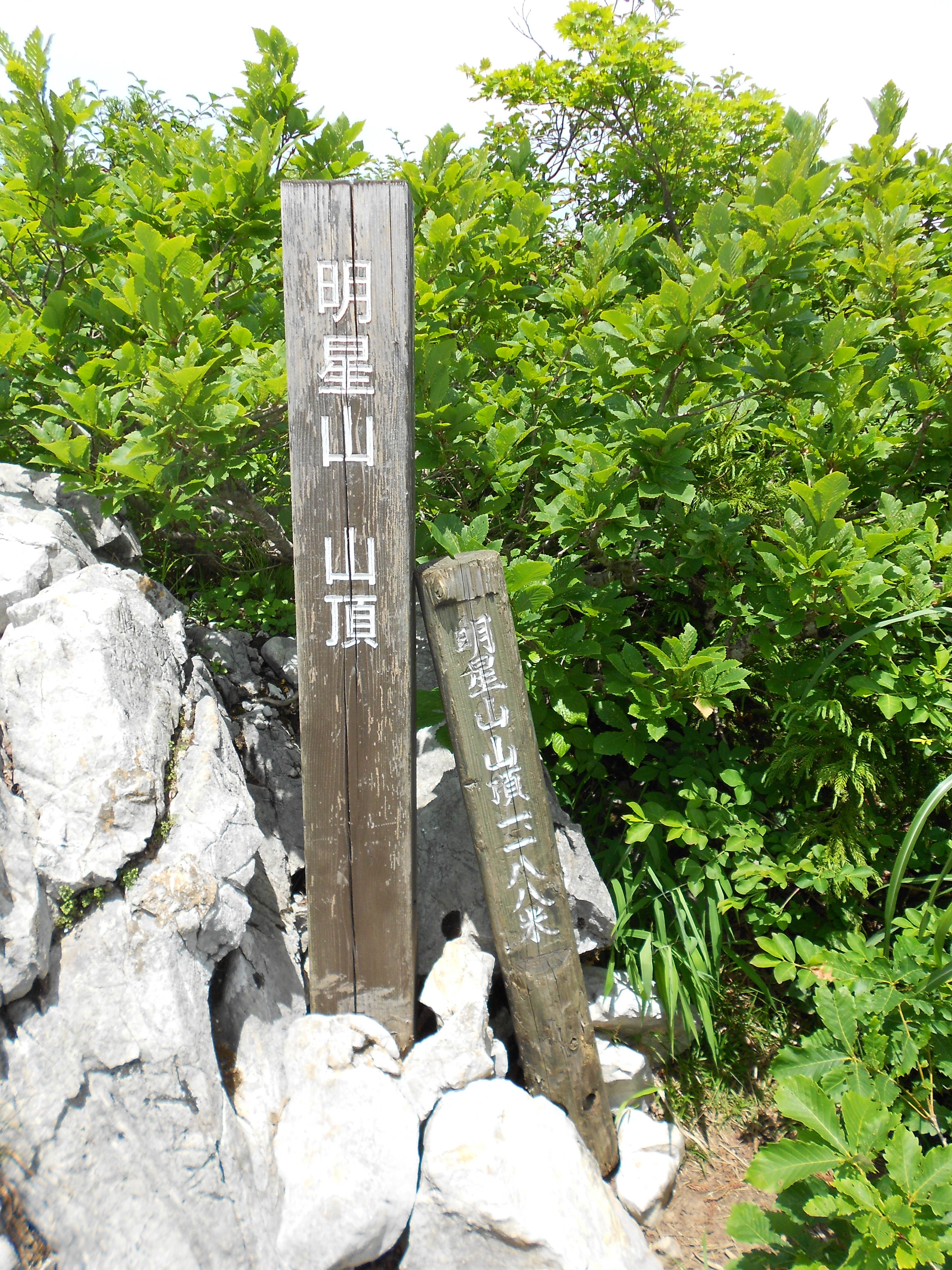
明星山山頂

## 近隣の山
- 雨飾山
- 駒ケ岳
- 犬ヶ岳
- 白鳥山
- 黒姫山
- 朝日岳
- 白馬岳